# David Gordon Green
David Gordon Green, född 9 april 1975 i Little Rock i Arkansas, är en amerikansk filmregissör.
Han slog igenom med publikframgången Pineapple Express 2008. Efter flera komedier gick han över till mer stillsamma dramafilmer, som Prince Avalanche, Joe, och Manglehorn. 2018 regisserade han Halloween, en direkt uppföljare till filmen från 1978, som blev en stor succé. Han har även regisserat de två senare Halloween-filmerna Halloween Kills (2021) och Halloween Ends (2022), som tillsammans med 2018 års Halloween, utgör en ny filmtrilogi.
Han har ofta samarbetat med Danny McBride, och har bland annat regisserat flera avsnitt av TV-serierna Eastbound & Down, Vice Principals och The Righteous Gemstones.
Utöver sin verksamhet som regissör, manusförfattare och producent hade han även en mindre roll i filmen Bones and All.
År 2023 var David Gordon Green regissör och manusförfattare, på skräckfilmen The Exorcist: Believer, som är en av de tre nyare filmerna i The Exorcist-serien. Han skulle även ha regisserat dess kommande uppföljare Deceiver, men valde dock att dra sig ur detta projekt, i januari 2024.

## Filmografi (i urval)
- 2004 – Undertow
- 2007 – Snow Angels
- 2008 – Pineapple Express
- 2011 – Your Highness
- 2011 – The Sitter
- 2013 – Prince Avalanche
- 2013 – Joe
- 2014 – Manglehorn
- 2015 – Our Brand is Crisis
- 2016 – Goat
- 2017 – Stronger
- 2018 – Halloween
- 2021 – Halloween Kills
- 2022 – Halloween Ends
- 2023 – The Exorcist: Believer